# دیوید واشینگتن
دیوید واشینگتن (انگلیسی: Deivid Washington؛ زادهٔ ۵ ژوئن ۲۰۰۵) بازیکن فوتبال اهل برزیل است.